# Gonçalo Gomes

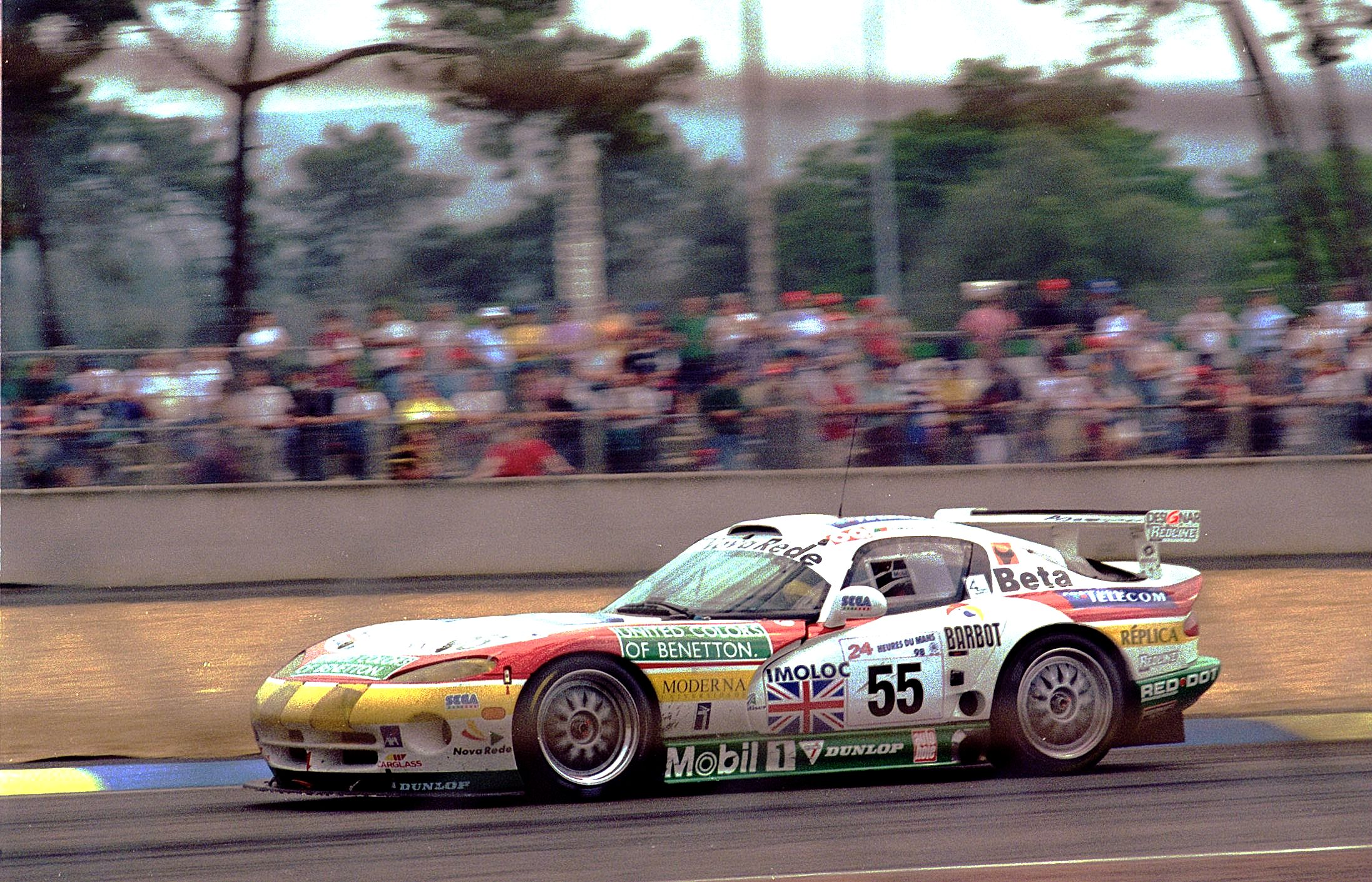
Der Chrysler Viper GTS-R mit dem Gonçalo Gomes beim 24-Stunden-Rennen von Le Mans 1998 am Start war

Gonçalo Gomes (* 5. Dezember 1975 in Coimbra) ist ein portugiesischer Autorennfahrer.

## Karriere
Gonçalo Gomes begann seine Motorsportkarriere im Kartsport, wo er 1991 die portugiesische Junior-Meisterschaft gewann. 1992 wechselte er in die Formel Ford und wurde in der heimischen Meisterschaft Gesamtvierter. Ein Jahr später wurde er in selbiger Meisterschaft Gesamtsieger.
Es folgten mehrere Jahre in der Formula Opel Euroseries, der ersten internationalen Rennserie, an der er teilnahm. Seine beste Platzierung im Schlussklassement war der zweite Gesamtrang hinter Bas Leinders 1996.
1998 wechselte Gomes in den GT- und Sportwagensport. Er fuhr das 24-Stunden-Rennen von Le Mans und ging in der FIA-GT-Meisterschaft an den Start. Zwei Jahre später kehrte zu den Monopostos zurück. Er sicherte sich zweimal, 2001 und 2002, die Gesamtwertung der Formula-Novis-Meisterschaft. Ende 2010 beendete er seine Rennkarriere.
2018 kehrte er auf die Rennstrecken zurück und beendete das Erste der beiden 4-Stunden-Rennen von Dubai 2023 als Gesamtdritter.

## Statistik

### Le-Mans-Ergebnisse
| Jahr | Team                    | Fahrzeug             | Teamkollege | Teamkollege          | Platzierung | Ausfallgrund |
| ---- | ----------------------- | -------------------- | ----------- | -------------------- | ----------- | ------------ |
| 1998 | Chamberlain Engineering | Chrysler Viper GTS-R | Ni Amorim   | Manuel Mello-Breyner | Rang 21     |              |